# بوسة ناز جاكر أوغلي
بوسة ناز جاكر أوغلي (مواليد 26 مايو 1996) هي ملاكمة تركية، فازت بالميدالية الفضية في وزن الذبابة في أولمبياد 2020.